# Nepal ai Giochi della XXIV Olimpiade
Il Nepal partecipò ai Giochi della XXIV Olimpiade, svoltisi a Seul, Corea del Sud, dal 17 settembre al 2 ottobre 1988, con una delegazione di 16 atleti impegnati in cinque discipline.